# بیت فوریک
بیت فوریک شهری است در نه کیلومتری جنوب شرقی نابلس، در استان نابلس در شمال کرانه باختری، فلسطین. بر اساس گزارش اداره مرکزی آمار فلسطین، این شهر در سال ۲۰۱۷ دارای ۱۳۴۷۷ نفر جمعیت بوده‌است.

## مکان
بیت فوریک در ۸٫۲۴ کیلومتری جنوب شرقی نابلس قرار دارد. از شرق با الجفتلک، از جنوب با اررجمان، یانون و عوارطه، از غرب با روجیب و نابلس، و از شمال با بیت دجان، سلیم و دیرالحطاب همسایه است.

## تاریخ
بیت فوریک یک روستای سامری باستانی بود. قبرهای قدیمی در اینجا پیدا شده‌است.
این مکان در تولیده سامری (قدیمی‌ترین اثر تاریخی سامری‌ها) و در ادامه تواریخ سامری ابوالفتح ذکر شده‌است. همچنین گفته شده که در تواریخ سامری به این مکان اشاره شده‌است. نوبائر و دیگران پیشنهاد کردند که این مکانی به نام فرکا در تلمود است، اما هابیل پیشنهاد کرد که آن را در فرخا قرار دهند.
بنیامیم تسداکا، نویسنده سامری، دو خانواده سامری به نام‌های Maarhib و Qaakai را فهرست می‌کند که قبل از ناپدید شدن نهایی آنها از طریق نابودی یا تغییر دین، در بیت فوریک ساکن بودند.
در دوران جنگ‌های صلیبی، آن را بثفلوری می‌شناختند، و به گفته سبط بن جوزی در سال ۱۲۴۱ میلادی در اینجا نبردی درگرفت.

### حاکمیت اردن
در پی جنگ اعراب و اسرائیل در سال ۱۹۴۸ و پس از قراردادهای آتش‌بس در سال ۱۹۴۹، بیت فوریک تحت سلطه اردن درآمد.
در سال ۱۹۶۱، جمعیت بیت فوریک ۱۹۹۷ نفر بود.

### پس از ۱۹۶۷
از زمان جنگ شش روزه در سال ۱۹۶۷، بیت فوریک به همراه بقیه اراضی فلسطین تحت اشغال اسرائیل بوده‌است. جمعیت این منطقه در سرشماری سال ۱۹۶۷ که توسط اسرائیل انجام شد، ۲۴۱۶ نفر بود که ۷ نفر از آنها از خاک اسرائیل به این منطقه مهاجرت کرده بودند.
بر اساس توافقنامه صلح موقت اسلو، مناطق کرانه باختری به دسته‌های مختلفی تقسیم شدند. طبق آمار مؤسسه تحقیقات کاربردی – اورشلیم (ARIJ) ۴۵ درصد از زمین‌های روستا در منطقه ب (تحت پوشش فلسطین) و ۵۵ درصد باقی مانده در منطقه ج (تحت اشغال اسراییل) است.
اسرائیل ۴۴۱ دونوم از بیت فوریک برای دو شهرک اسرائیلی ایتامار و مخوره مصادره کرده‌است. همچنین بخشی از این منطقه، در قالب پایگاه‌های نظامی اسرائیل، جاده‌های شهرک‌های اسرائیلی، و حصاربندی‌های اسرائیل مصادره شده‌است.